# Энгёйский мост
Энгёйский мост (норв. Engøybrua) — мост через залив Engøysundet в городе Ставангер, Норвегия. Соединяет острова Sølyst и Engøya. Является частью дороги, ведущей на остров Hundvåg. Мост был открыт 16 мая 1972 года .

## Конструкция
Мост железобетонный, арочный. Полная длина моста составляет 388 м. Центральный пролет имеет длину 120 м. 